# Tessarelasma pilsbryi
Tessarelasma pilsbryi är en kräftdjursart som beskrevs av Toni M. Withers 1936. Tessarelasma pilsbryi ingår i släktet Tessarelasma och familjen Bathylasmatidae. Inga underarter finns listade i Catalogue of Life.